# Matt Lanter
Matthew MacKendree Lanter (Massillon, Ohio, 1983. április 1. –) amerikai színész, szinkronszínész, modell.
Világhírnévre Liam Court szerepében tett szert a 90210 című televíziós drámasorozatban (mely a Beverly Hills 90210 spin-offja). 2016 és 2018 között az Időutazók című sci-fi-sorozatban kapott főszerepet. Filmes munkái közé tartozik a Katasztrófafilm (2008), a WarGames 2. – A halálkód (2008), a Kegyetlen titok (2009), a Vámpíros film (2010) és A szobatárs (2011). 
Szinkronszínészként olyan animációs filmekben és sorozatokban hallható, mint a Star Wars: A klónok háborúja című film és az azonos című televíziós sorozat, a Star Wars: Lázadók (mindhárom Star Wars-műben Anakin Skywalker hangját kölcsönzi), valamint A Pókember elképesztő kalandjai.

## Filmográfia

### Film
| Év   | Magyar cím                                  | Eredeti cím                               | Szerep                                   | Magyar hang            |
| ---- | ------------------------------------------- | ----------------------------------------- | ---------------------------------------- | ---------------------- |
| 2004 | Bobby Jones: Egy legenda születése          | Bobby Jones: Stroke of Genius             | Bobby Jones labdaszedője                 |                        |
| 2008 | WarGames 2. – A halálkód                    | WarGames: The Dead Code                   | Will Farmer                              |                        |
| 2008 | Star Wars: A klónok háborúja                | Star Wars: The Clone Wars                 | Anakin Skywalker (hangja)                | Moser Károly           |
| 2008 | Katasztrófafilm                             | Disaster Movie                            | Will Clayton                             | Hamvas Dániel          |
| 2009 | Kegyetlen titok                             | Sorority Row                              | Kyle Tyson                               |                        |
| 2010 | Vámpíros film                               | Vampires Suck                             | Edward Sullen                            | Rajkai Zoltán          |
| 2011 | A szobatárs                                 | The Roommate                              | Jason Tanner                             |                        |
| 2012 | Csingiling: A szárnyak titka                | Secret of the Wings                       | Szán/Sled (hangja)                       |                        |
| 2013 |                                             | Liars All                                 | Mike                                     |                        |
| 2015 | Az Igazság Ligája: Atlantisz trónja         | Justice League: Throne of Atlantis        | Arthur Curry / Aquaman (hangja)          | Horváth-Töreki Gergely |
| 2015 | Star Wars VII. rész – Az ébredő Erő         | Star Wars: The Force Awakens              | további hangok                           |                        |
| 2016 | A bátrak háborúja                           | USS Indianapolis: Men of Courage          | Brian "Bama" Smithwick                   | Szabó Máté             |
| 2017 | Tökéletes hang 3.                           | Pitch Perfect 3                           | Chicago                                  | Juhász Levente         |
| 2018 |                                             | The Death of Superman                     | Arthur Curry / Aquaman (hangja)          |                        |
| 2020 | A Sötét Igazság Ligája: Apokoliszi háború   | Justice League Dark: Apokolips War        | Arthur Curry / Aquaman (hangja)          |                        |
| 2020 |                                             | Chasing the Rain                          | Eric                                     |                        |
| 2021 |                                             | DC Showcase: Blue Beetle (rövidfilm)      | Ted Kord / Kék Bogár (hangja)            |                        |
| 2024 | Az Igazság Ligája: Végtelen Világok Válsága | Justice League: Crisis on Infinite Earths | Ted Kord / Kék Bogár / Ultraman (hangja) | Pásztor Tibor          |

### Televízió
| Év        | Magyar cím                                     | Eredeti cím                                     | Szerep                                      | Megjegyzések                                                           |
| --------- | ---------------------------------------------- | ----------------------------------------------- | ------------------------------------------- | ---------------------------------------------------------------------- |
| 2004      | Szép és szexi – Amerika legszebb férfimodellje | Manhunt                                         | önmaga                                      | versenyző (8. helyezett)                                               |
| 2005      | Pimaszok, avagy kamaszba nem üt a mennykő      | 8 Simple Rules                                  | Brendon                                     | 1 epizód                                                               |
| 2005      | Point Pleasant – Titkok városa                 | Point Pleasant                                  | Nick                                        | 3 epizód                                                               |
| 2005–2006 | Az elnöknő                                     | Commander in Chief                              | Horace Calloway                             | főszereplő (18 epizód)                                                 |
| 2006      | Hármastársak                                   | Big Love                                        | Gibson                                      | 1 epizód                                                               |
| 2006      | Hősök                                          | Heroes                                          | Brody Mitchum                               | 5 epizód                                                               |
| 2006      | Shark – Törvényszéki ragadozó                  | Shark                                           | Eddie Linden                                | 3 epizód                                                               |
| 2007      | CSI: A helyszínelők                            | CSI: Crime Scene Investigation                  | Ryan Lansco                                 | 1 epizód                                                               |
| 2007      | Monk – A flúgos nyomozó                        | Monk                                            | Clay Bridges                                | 1 epizód                                                               |
| 2007      | A Grace klinika                                | Grey's Anatomy                                  | Adam Singer                                 | 1 epizód                                                               |
| 2008      | Szerelem és jég – Éld az álmod                 | The Cutting Edge: Chasing the Dream             | Zack Conroy                                 | tévéfilm                                                               |
| 2008      | Életfogytig zsaru                              | Life                                            | Patrick Bridger                             | 1 epizód                                                               |
| 2008–2020 | Star Wars: A klónok háborúja                   | Star Wars: The Clone Wars                       | Anakin Skywalker / egyéb szereplők (hangja) | főszereplő (98 epizód)                                                 |
| 2009–2013 | 90210                                          | 90210                                           | Liam Court                                  | - visszatérő szereplő (1. évad) - főszereplő (2–5. évad)               |
| 2012–2017 | A Pókember elképesztő kalandjai                | Ultimate Spider-Man                             | több szereplő hangja                        | főszereplő                                                             |
| 2012      | Scooby-Doo: Rejtélyek nyomában                 | Scooby-Doo! Mystery Incorporated                | Baylor Hotner (hangja)                      | 3 epizód                                                               |
| 2012      |                                                | The High Fructose Adventures of Annoying Orange | Matt the Pear (hangja)                      | 1 epizód                                                               |
| 2014      | Rossz csillagzat                               | Star-Crossed                                    | Roman                                       | - főszereplő (13 epizód) - magyar hangja: - Pálmai Szabolcs            |
| 2015      |                                                | The Astronaut Wives Club                        | Edward White                                | 3 epizód                                                               |
| 2015      | CSI: Cyber helyszínelők                        | CSI: Cyber                                      | Tristan Jenkins                             | 1 epizód                                                               |
| 2016–2018 | Star Wars: Lázadók                             | Star Wars Rebels                                | Anakin Skywalker (hangja)                   | 3 epizód                                                               |
| 2016–2018 | Időutazók                                      | Timeless                                        | Wyatt Logan                                 | - főszereplő (27 epizód) - magyar hangja: - Horváth Illés              |
| 2017–2018 | Star Wars: A sors erői                         | Star Wars Forces of Destiny                     | Anakin Skywalker / Boushh (hangja)          | 3 epizód                                                               |
| 2019      | Bosszúállók újra együtt                        | Avengers Assemble                               | Winter Soldier / riporter (hangja)          | 1 epizód                                                               |
| 2019      | A Mandalóri                                    | The Mandalorian                                 | Lant Davan                                  | 1 epizód                                                               |
| 2021      | Jupiter hagyatéka                              | Jupiter's Legacy                                | George Hutchence                            | - főszereplő - magyar hangja: - Simon Kornél                           |
| 2022      | Star Wars: Históriák                           | Star Wars: Tales of the Jedi                    | Anakin Skywalker (hangja)                   | - 1 epizód (Gyakorlat teszi a mestert) - magyar hangja: - Moser Károly |

### Videójátékok
| Év                                        | Cím                                          | Szinkronszerep            |
| ----------------------------------------- | -------------------------------------------- | ------------------------- |
| 2008                                      | Star Wars: The Clone Wars – Lightsaber Duels | Anakin Skywalker          |
| Star Wars: The Clone Wars – Jedi Alliance |                                              | Anakin Skywalker          |
| 2009                                      | Star Wars: The Clone Wars - Republic Heroes  | Anakin Skywalker          |
| 2011                                      | Lego Star Wars III: The Clone Wars           | Anakin Skywalker          |
| 2011                                      | Star Wars: The Old Republic                  | Darth Sadic, Galen ügynök |
| 2014                                      | Disney Infinity: Marvel Super Heroes         | Eddie Brock / Venom       |
| 2015                                      | Disney Infinity 3.0                          | Anakin Skywalker, Venom   |
| 2016                                      | Lego Marvel's Avengers                       | Ulysses Klaue             |
| 2018                                      | Star Wars: Battlefront II                    | Anakin Skywalker          |

## Fordítás
- Ez a szócikk részben vagy egészben  a   Matt Lanter című angol Wikipédia-szócikk fordításán alapul.  Az eredeti cikk szerkesztőit annak laptörténete sorolja fel. Ez a jelzés csupán a megfogalmazás eredetét és a szerzői jogokat jelzi, nem szolgál a cikkben szereplő információk forrásmegjelöléseként.